# 10 años (en vivo) (álbum de Dread Mar-I)
10 años en vivo es el primer álbum en vivo del cantante de reggae en español Dread Mar-I.
Luego de obtener el disco de oro con su álbum “En el sendero” y realizar una extensa gira por varios países como Chile, Perú, Costa Rica, México, Canadá y Estados Unidos, Mariano cumplió un sueño: cantar en el Planetario de Buenos Aires frente a más de 14mil personas.
Y es que estos 10 años de carrera lo reafirman como un artista en constante ascenso, sumamente conocido y respetado por el público y artistas del género del reggae como por el público en general.
El álbum se compone de 18 canciones que recorren estos primeros diez años en la historia de Dread Mar-I, y un cover de la canción Así fue de Juan Gabriel, acompañadas por un DVD grabado a diez cámaras en alta calidad que contiene además del show completo, un material documental inédito repasando su historia, sus discos, sus shows y sus viajes a Jamaica.
El bonus track del trabajo presenta un tema grabado  en estudio, una versión de la canción "Hoja en blanco”, que originalmente es un vallenato. El mismo fue publicado en una versión casera por Mariano en su cuenta oficial de Facebook y alcanzó las más de 5 millones de vistas en tan solo dos meses.

## Lista de canciones
Toda la música compuesta por Dread Mar-I. 
| N.º | Título                         | Duración |  |
| 1.  | «Intro»                        | 1:42     |  |
| 2.  | «De que me vas a hablar»       | 3:07     |  |
| 3.  | «Entre tus brazos»             | 2:59     |  |
| 4.  | «Otoño»                        | 3:36     |  |
| 5.  | «Donde vive un sentimiento»    | 3:14     |  |
| 6.  | «Guide Light»                  | 3:32     |  |
| 7.  | «La verdad»                    | 2:26     |  |
| 8.  | «Árbol sin hojas»              | 3:13     |  |
| 9.  | «Sálvame»                      | 5:31     |  |
| 10. | «Mi bendición»                 | 2:52     |  |
| 11. | «Mi amor»                      | 3:44     |  |
| 12. | «Así fue»                      | 7:56     |  |
| 13. | «Cobarde por demás»            | 3:07     |  |
| 14. | «Aunque digan»                 | 3:55     |  |
| 15. | «My Lord»                      | 2:59     |  |
| 16. | «Más allá de tus ojos»         | 4:31     |  |
| 17. | «Tu sin mi»                    | 4:15     |  |
| 18. | «Nada»                         | 4:14     |  |
| 19. | «Promesas»                     | 5:09     |  |
| 20. | «Hoja en blanco (Bonus Track)» | 4:42     |  |

- Datos: Q25344207